# غزنرة سنانية
غزنرة سنانية (الاسم العلمي:Gesneria lanceolata) هي نوع من النباتات تتبع جنس الغزنرة من الفصيلة الغزنرية.